# Peter A. Peyser

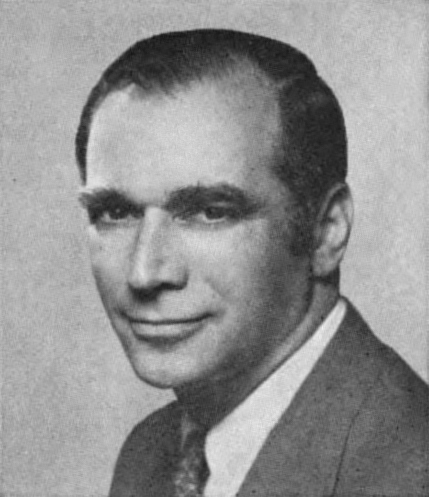
Peter A. Peyser

Peter A. Peyser (* 7. September 1921 in Cedarhurst, New York; † 9. Oktober 2014 in Irvington, New York) war ein US-amerikanischer Politiker. Von 1971 bis 1977 und von 1979 bis 1983 vertrat er den Bundesstaat New York im US-Repräsentantenhaus.

## Werdegang
Peyser wurde 1921 im Nassau County geboren. Er besuchte die öffentlichen Schulen von Cedarhurst und New York City. 1939 graduierte er an der Dwight Preparatory School. Seinen Bachelor of Arts machte er 1943 an der Colgate University in Hamilton. Seine Studienzeit war vom Zweiten Weltkrieg überschattet. 1943 verpflichtete er sich daher als Private in der US Army und diente auf dem europäischen Kriegsschauplatz. Er wurde der 1st Infantry Division zugeteilt, welche später ein Teil der Besatzungstruppen im Deutschen Reich war. 1946 schied er aus der US Army aus. Er trat als Second Lieutenant dem 7. Regiment der New York National Guard bei. Später erhielt er eine Beförderung zum Captain. Zwischen 1956 und 1970 war er als Manager für eine Versicherungsagentur in White Plains und New York City tätig. Er wurde 1963 zum Bürgermeister von Irvington, New York gewählt und in den Jahren 1965, 1967 und 1969 wiedergewählt. Politisch gehörte er zu jener Zeit der Republikanischen Partei an.
Bei den Kongresswahlen des Jahres 1970 für den 92. Kongress wurde Peyser im 25. Wahlbezirk von New York in das US-Repräsentantenhaus in Washington, D.C. gewählt, wo er am 3. Januar 1971 die Nachfolge von Richard Ottinger antrat. 1972 kandidierte er im 23. Wahlbezirk von New York für den 93. Kongress. Nach einer erfolgreichen Wahl trat er am 3. Januar 1973 die Nachfolge von Jonathan Brewster Bingham an. Er wurde einmal wiedergewählt. Da er auf eine erneute Kandidatur 1976 verzichtete, schied er nach dem 3. Januar 1977 aus dem Kongress aus. Er kandidierte stattdessen 1976 erfolglos für die Nominierung für den US-Senat.
Nach seiner Kongresszeit war er als selbstständiger Rentenberater tätig. Im April 1977 schloss er sich der Demokratischen Partei an. Bei den Kongresswahlen des Jahres 1978 wurde er in den 96. Kongress gewählt, wo er am 3. Januar 1979 die Nachfolge von Bruce Faulkner Caputo antrat. Er wurde einmal wiedergewählt. Bei seiner erneuten Kandidatur 1982 erlitt er eine Niederlage und schied nach dem 3. Januar 1983 aus dem Kongress aus.
Danach war er Vizepräsident der Landauer Advisors – eines Immobilienberatungsunternehmens. Seine Tochter Penny Peyser ist als Schauspielerin, Produzentin und Regisseurin tätig.
Peyser starb am 9. Oktober 2014 im Alter von 93 Jahren in seinem Zuhause in Irvington an den Folgen der Parkinson-Krankheit.